# 鲁汶全球治理研究中心
鲁汶全球治理研究中心（Leuven Centre for Global Governance Studies）是荷兰语天主教鲁汶大学下辖的全球治理研究中心，从事人文与社会科学院际跨学科研究，开展并支持与全球化、全球治理进程和多边主义相关主题的跨学科研究。

## 简介
中心主办了欧盟-中国教席，从事中欧关系的跨学科研究和教育，以及鲁汶印度聚焦（Leuven India Focus），旨在通过组织会议、讲座和研讨会以及跨学科研究来发展关于印度和南亚的知识和专业知识。该中心定期组织以拉丁美洲和亚洲为重点的跨大西洋会议和活动，并对全球南方产生浓厚兴趣。
该中心与Edward Elgar出版社合作出版鲁汶全球治理系列丛书，通过其网站上的学术期刊文章、工作论文、政策简报和全球治理意见提供研究成果，并定期发布时事通讯。
自2011年3月起，该中心位于鲁汶市中心附近的多尔洛多特宅邸。